# استونی در المپیک تابستانی ۲۰۲۴
کاروان المپیکی استونی یکی از کاروان‌های شرکت‌کننده در بازی‌های المپیک تابستانی ۲۰۲۴ با ۲۴ ورزشکار در ۱۳ رشته ورزشی بود که موفق به کسب مدال در این دوره از بازی‌ها نشد و در جدول مدال‌های المپیک جایی نداشت. این دوره از بازی‌ها، از ۲۶ ژوئیه تا ۱۱ اوت ۲۰۲۴ (۵ تا ۲۱ امرداد ۱۴۰۳ خورشیدی) به میزبانی پاریس، پایتخت فرانسه برگزار شد.

## شرکت‌کنندگان
| ورزش              | مرد | زن | مجموع |
| ----------------- | --- | -- | ----- |
| تیراندازی با کمان | ۰   | ۱  | ۱     |
| دو و میدانی       | ۴   | ۱  | ۵     |
| بدمینتون          | ۰   | ۱  | ۱     |
| دوچرخه‌سواری       | ۱   | ۱  | ۲     |
| سوارکاری          | ۰   | ۱  | ۱     |
| شمشیربازی         | ۰   | ۱  | ۱     |
| جودو              | ۱   | ۰  | ۱     |
| روئینگ            | ۴   | ۰  | ۴     |
| تیراندازی         | ۲   | ۰  | ۲     |
| قایقرانی بادبانی  | ۱   | ۱  | ۲     |
| شنا               | ۱   | ۱  | ۲     |
| وزنه‌برداری        | ۱   | ۰  | ۱     |
| کشتی              | ۱   | ۰  | ۱     |
| مجموع             | ۱۶  | ۸  | ۲۴    |

## تیراندازی با کمان
یک تیرانداز زن استونیایی با توجه به کسب نتیجه لازم در بازی‌های مقدماتی المپیک که در اسن آلمان برگزار شده بود، جواز حضور در ماده انفرادی زنان را کسب کرده بود.
| ورزشکار     | رویداد       | مرحله رتبه‌بندی | مرحله رتبه‌بندی | یک ۳۲ نهایی                 | یک ۱۶ نهایی | یک هشتم نهایی | یک چهارم نهایی | نیمه نهایی | فینال / برنز | فینال / برنز |
| ورزشکار     | رویداد       | امتیاز         | رتبه           | رقیب نتیجه                  | رقیب نتیجه  | رقیب نتیجه    | رقیب نتیجه     | رقیب نتیجه | رقیب نتیجه   | رتبه         |
| ----------- | ------------ | -------------- | -------------- | --------------------------- | ----------- | ------------- | -------------- | ---------- | ------------ | ------------ |
| رینا پارنات | انفرادی زنان | ۶۴۶            | ۴۲             | دیپیکا کوماری (IND) · L 5–6 | حضور نداشت  | حضور نداشت    | حضور نداشت     | حضور نداشت | حضور نداشت   | حضور نداشت   |

## دو و میدانی
ورزشکاران دو و میدانی استونیایی با کسب استانداردهای ورودی المپیک پاریس ۲۰۲۴ ( چه از طریق کسب سهمیه مستقیم و چه از طریق روش‌های دیگر مانند رتبه‌بندی جهانی ) با توجه به محدودیت موجود (حداکثر سه ورزشکار در هر رشته ) در بخش دو شرکت کردند. نتیجه این شرکت به‌شرح زیر است:
کلید
- Q = گزینش برای دور بعدی
- NR = رکورد ملی
- Bye = ورزشکار در این دور حضور ندارد

#### دو
| ورزشکار     | رویداد                | گروه  | گروه | شانس‌مجدد | شانس‌مجدد | نیمه نهایی | نیمه نهایی | فینال | فینال |
| ورزشکار     | رویداد                | نتیجه | رتبه | نتیجه    | رتبه     | نتیجه      | رتبه       | نتیجه | رتبه  |
| ----------- | --------------------- | ----- | ---- | -------- | -------- | ---------- | ---------- | ----- | ----- |
| راسموس ماگی | ۴۰۰ متر با مانع مردان | ۴۸٫۶۲ | ۱ Q  | استراحت  | استراحت  | ۴۸٫۱۶      | ۲ Q        | ۵۲٫۵۳ | ۷     |

#### میدانی
| ورزشکار       | رویداد          | مقدماتی | مقدماتی | فینال      | فینال      |
| ورزشکار       | رویداد          | ارتفاع  | رتبه    | ارتفاع     | رتبه       |
| ------------- | --------------- | ------- | ------- | ---------- | ---------- |
| الیزابت پیهلا | پرش ارتفاع زنان | ۱٫۸۳    | =۲۶     | حضور نداشت | حضور نداشت |

رویداد ترکیبی- ده‌گانه مردان
| ورزشکار       | رویداد   | ۱۰۰ م | پرش.ط | پ.و   | پرش.ا | ۴۰۰ م | ۱۱۰ م.م | پ.د   | پرش.ن | پ.ن   | ۱۵۰۰ م  | امتیاز نهایی | رتبه |
| ------------- | -------- | ----- | ----- | ----- | ----- | ----- | ------- | ----- | ----- | ----- | ------- | ------------ | ---- |
| یوهانس ارم    | نتیجه    | ۱۰٫۶۴ | ۷٫۶۶  | ۱۴٫۶۱ | ۲٫۰۸  | ۴۷٫۱۹ | ۱۴٫۳۵   | ۴۶٫۲۹ | ۴٫۶۰  | ۵۹٫۵۸ | ۴:۱۹٫۷۱ | ۸۵۶۹         | ۶    |
| یوهانس ارم    | امتیازات | ۹۴۲   | ۹۷۵   | ۷۶۶   | ۸۷۸   | ۹۴۹   | ۹۳۰     | ۷۹۳   | ۷۹۰   | ۷۳۲   | ۸۱۴     | ۸۵۶۹         | ۶    |
| یانک اویگلانه | نتیجه    | ۱۰٫۸۹ | ۷٫۲۵  | ۱۴٫۵۸ | ۱٫۹۹  | ۴۸٫۰۲ | ۱۴٫۴۵   | ۴۳٫۳۹ | ۵٫۳۰  | ۷۱٫۸۹ | ۴:۲۵٫۵۹ | ۸۵۷۲         | ۵    |
| یانک اویگلانه | امتیازات | ۸۸۵   | ۸۷۴   | ۷۶۴   | ۷۹۴   | ۹۰۸   | ۹۱۷     | ۷۳۴   | ۱۰۰۴  | ۹۱۸   | ۷۷۴     | ۸۵۷۲         | ۵    |
| کارل تیلگا    | نتیجه    | ۱۱٫۰۱ | ۷٫۱۶  | ۱۵٫۸۸ | ۱٫۹۹  | ۴۸٫۶۷ | ۱۴٫۶۶   | ۵۰٫۱۳ | ۴٫۷۰  | ۶۴٫۱۶ | ۴:۲۶٫۴۱ | ۸۳۷۷         | ۱۱   |
| کارل تیلگا    | امتیازات | ۸۵۸   | ۸۵۲   | ۸۴۴   | ۷۹۴   | ۸۷۷   | ۸۹۱     | ۸۷۳   | ۸۱۹   | ۸۰۱   | ۷۶۸     | ۸۳۷۷         | ۱۱   |

## بدمینتون
کریستین کوبا، ورزشکار استونیایی رشته بدمینتون با توجه به رتبه‌بندی فدراسیون جهانی بدمینتون در این دوره از مسابقات در ماده زنان حضور داشت.
| ورزشکار      | ماده         | مرحله گروهی                           | مرحله گروهی                              | مرحله گروهی | مقدماتی    | یک چهارم نهایی | نیمه نهایی | فینال / برنز | فینال / برنز |
| ورزشکار      | ماده         | رقیب نتیجه                            | رقیب نتیجه                               | رتبه        | رقیب نتیجه | رقیب نتیجه     | رقیب نتیجه | رقیب نتیجه   | رتبه         |
| ------------ | ------------ | ------------------------------------- | ---------------------------------------- | ----------- | ---------- | -------------- | ---------- | ------------ | ------------ |
| کریستین کوبا | انفرادی زنان | عبدالرزاق (MDV) · پیروزی (۲۱–۷, ۲۱–۹) | پی. وی. سیندو (IND) · شکست (۵–۲۱, ۱۰–۲۱) | ۲           | حضور نداشت | حضور نداشت     | حضور نداشت | حضور نداشت   | حضور نداشت   |

## دوچرخه‌سواری
دو ورزشکار دوچرخه‌سوار استونیایی توانستند در دو ماه جاده و کوهستان در مسابقات حاضر شوند.

### جاده
در ماده جاده، ورزشکار استونیایی توانست با توجه به تخصیص جایگاه ویژه به المپیک راه یابد.
| ورزشکار     | ماده             | زمان    | رتبه |
| ----------- | ---------------- | ------- | ---- |
| مادیس میکلز | رقابت جاده مردان | ۶:۲۳:۱۶ | ۳۰   |

### کوهستان
دوچرخه‌سوار کوهستانی استونی که در ماده زنان به رقابت پرداخت، پیشتر توانسته بود با توجه به رتبه‌بندی نهایی عازم پاریس شود.
| ورزشکار     | ماده             | زمان    | رتبه |
| ----------- | ---------------- | ------- | ---- |
| یانیکا لویو | کراس کانتری زنان | ۱:۳۵:۰۵ | ۱۹   |

## سوارکاری

### پرش
| ورزشکار     | اسب    | ماده    | مقدماتی | مقدماتی | فینال      | فینال      | فینال      |
| ورزشکار     | اسب    | ماده    | خطاها   | رتبه    | خطاها      | زمان       | رتبه       |
| ----------- | ------ | ------- | ------- | ------- | ---------- | ---------- | ---------- |
| مای ریلاندر | Expert | انفرادی | RT      | RT      | حضور نداشت | حضور نداشت | حضور نداشت |

## شمشیربازی
نلی دیفرت، تنها ورزشکار شمشیرباز زن استونیایی بود که پس به عنوان یکی از شمشیربازان انفرادی با بالاترین رتبه از طریق انتشار رتبه بندی رسمی FIE واجد شرایط منطقه اروپا شد و مجوز حضور در این رشته را در ماده‌ی اپه زنان کسب کرد.
| ورزشکار   | رویداد   | یک ۳۲ نهایی | یک ۱۶ نهایی                         | یک هشتم نهایی                 | یک چهارم نهایی                       | نیمه نهایی                       | فینال / BM                  | فینال / BM |
| ورزشکار   | رویداد   | رقیب نتیجه  | رقیب نتیجه                          | رقیب نتیجه                    | رقیب نتیجه                           | رقیب نتیجه                       | رقیب نتیجه                  | رتبه       |
| --------- | -------- | ----------- | ----------------------------------- | ----------------------------- | ------------------------------------ | -------------------------------- | --------------------------- | ---------- |
| نلی دیفرت | اپه زنان | استراحت     | کانگ یونگ-می (KOR) · پیروزی · ۱۴–۱۳ | کلاسیک (POL) · پیروزی · ۱۱–۱۰ | آلبرتا سانتوچو (ITA) · پیروزی · ۱۰–۹ | ویویان کونگ (HKG) · شکست · ۱۱–۱۵ | ماهوری (HUN) · شکست · ۱۴–۱۵ | ۴          |

## جودو
کلن کریستوفر کلجولاید جودوکار میان‌وزن ۹۰ کیلوگرم استونیایی با توجه به اختصاص جایگاه ویژه و رتبه‌بندی نهایی، مجوز حضور در المپیک را کسب کرد.
| ورزشکار               | رویداد            | یک ۱۶ نهایی                  | یک هشتم نهایی               | یک چهارم نهایی | نیمه نهایی | شانس‌مجدد   | فینال / برنز | فینال / برنز |
| ورزشکار               | رویداد            | رقیب نتیجه                   | رقیب نتیجه                  | رقیب نتیجه     | رقیب نتیجه | رقیب نتیجه | رقیب نتیجه   | رتبه         |
| --------------------- | ----------------- | ---------------------------- | --------------------------- | -------------- | ---------- | ---------- | ------------ | ------------ |
| کلن کریستوفر کلجولاید | ۹۰- کیلوگرم مردان | فیولت (MRI) · پیروزی · ۱۰–۰۰ | مورائو (JPN) · شکست · ۰۰–۱۰ | حضور نداشت     | حضور نداشت | حضور نداشت | حضور نداشت   | حضور نداشت   |

## روئینگ
یک تیم مردانه استونیایی با توجه به مسابقات مقدماتی المپیک در لوسرن سوئیس، جواز حضور در ماده زیر را کسب کردند.
| ورزشکار                                                                    | ماده              | گروهs   | گروهs | شانس‌مجدد | شانس‌مجدد | فینال   | فینال |
| ورزشکار                                                                    | ماده              | زمان    | رتبه  | زمان     | رتبه     | زمان    | رتبه  |
| -------------------------------------------------------------------------- | ----------------- | ------- | ----- | -------- | -------- | ------- | ----- |
| تونو اندرکسون میخائیل کوشتین جوهان پولاک آلار رایا اوکو سیم تیموسک (دخیره) | اسکالینگ چهارنفره | ۵:۵۲٫۰۴ | ۴ R   | ۵:۵۵٫۷۴  | ۴ FB     | ۵:۵۰٫۵۵ | ۷     |

FB=فینال B (بدون مدال); R=شانس‌مجدد

## قایقرانی بادبانی
قایقرانان استونیایی در مسابقات زیر سهمیه خود را از طریق مسابقات مقدماتی المپیک (معروف به آخرین شانس) و از طریق تخصیص سهمیه به کشورهای نوظهور
در ایئر، فرانسه کسب کردند. 

### رویدادهای حذفی
| ورزشکار       | رویداد      | مرحله ابتدایی | مرحله ابتدایی | مرحله ابتدایی | مرحله ابتدایی | مرحله ابتدایی | مرحله ابتدایی | مرحله ابتدایی | مرحله ابتدایی | مرحله ابتدایی | مرحله ابتدایی | مرحله ابتدایی | مرحله ابتدایی | مرحله ابتدایی | مرحله ابتدایی | مرحله ابتدایی | مرحله ابتدایی | یک چهارم نهایی | نیمه نهایی | فینال      | رتبه نهایی |
| ورزشکار       | رویداد      | 1             | 2             | 3             | 4             | 5             | 6             | 7             | 8             | 9             | 10            | 11            | 12            | 13            | 14            | امتیاز خالص   | رتبه          | یک چهارم نهایی | نیمه نهایی | فینال      | رتبه نهایی |
| ------------- | ----------- | ------------- | ------------- | ------------- | ------------- | ------------- | ------------- | ------------- | ------------- | ------------- | ------------- | ------------- | ------------- | ------------- | ------------- | ------------- | ------------- | -------------- | ---------- | ---------- | ---------- |
| اینگرید پوستا | IQFoil زنان | ۲۵ BFD        | ۹             | ۱۳            | ۱۱            | ۱۵            | ۹             | ۱۰            | ۱۳            | ۱۷            | ۱۸            | ۲۲            | ۱۸            | ۱۴            | ۱۵            | ۱۶۲           | ۱۷            | حضور نداشت     | حضور نداشت | حضور نداشت | ۱۷         |

رویدادهای مسابقه مدال
| ورزشکار          | رویداد       | رقابت | رقابت | رقابت | رقابت | رقابت | رقابت | رقابت | رقابت | رقابت | امتیاز خالص | نهایی |
| ورزشکار          | رویداد       | 1     | 2     | 3     | 4     | 5     | 6     | 7     | 8     | M*    | امتیاز خالص | نهایی |
| ---------------- | ------------ | ----- | ----- | ----- | ----- | ----- | ----- | ----- | ----- | ----- | ----------- | ----- |
| کارل-مارتین رامو | ILCA 7 مردان | ۳۴    | ۶     | ۲۸    | ۳۹    | ۲۷    | ۲۹    | ۹     | ۳۳    | EL    | ۱۶۶         | ۳۱    |

کلید: M – مسابقه مدال; EL – حذف شده

## تیراندازی
تیراندازان استونیایی بر اساس نتایج کسب کرده‌ی خود در مسابقات جهانی ISSF ۲۰۲۲ و ۲۰۲۳، مسابقات قهرمانی اروپا ۲۰۲۲، ۲۰۲۳ و ۲۰۲۴، بازی‌های اروپایی ۲۰۲۳ و مسابقات مقدماتی المپیک جهانی ۲۰۲۴ ISSF به دو سهمیه تیراندازی در دو ماده گوناگون در مسابقات المپیک دست یافتند.
| ورزشکار      | ماده                        | مقدماتی  | مقدماتی | فینال      | فینال      |
| ورزشکار      | ماده                        | امتیازات | رتبه    | امتیازات   | رتبه       |
| ------------ | --------------------------- | -------- | ------- | ---------- | ---------- |
| پیتر جوریسون | اسکیت مردان                 | ۱۱۳      | ۲۸      | حضور نداشت | حضور نداشت |
| پتر اولسک    | تپانچه آتش‌سریع ۲۵ متر مردان | ۵۸۳      | ۱۱      | حضور نداشت | حضور نداشت |

## شنا
شناگران استونیایی جواز حضور در ماده‌های زیر را برای شرکت در المپیک پاریس ۲۰۲۴ به‌دست آوردند.
| ورزشکار      | ماده                 | گروهی   | گروهی | نیمه نهایی | نیمه نهایی | فینال      | فینال      |
| ورزشکار      | ماده                 | زمان    | رتبه  | زمان       | رتبه       | زمان       | رتبه       |
| ------------ | -------------------- | ------- | ----- | ---------- | ---------- | ---------- | ---------- |
| انلی یفیمووا | ۱۰۰ متر قورباغه زنان | ۱:۰۶٫۲۴ | ۸ Q   | ۱:۰۶٫۲۳    | ۸ Q        | ۱:۰۶٫۵۰    | ۷          |
| انلی یفیمووا | ۲۰۰ متر قورباغه زنان | ۲:۳۰٫۶۸ | ۲۳    | حضور نداشت | حضور نداشت | حضور نداشت | حضور نداشت |
| کرگور زیرک   | ۲۰۰ متر پروانه مردان | ۱:۵۵٫۵۲ | ۱۰ Q  | ۱:۵۴٫۲۲    | ۵ Q        | ۱:۵۴٫۵۵    | ۷          |
| کرگور زیرک   | ۴۰۰ متر آزاد مردان   | ۳:۴۹٫۵۹ | ۲۲    | —          | —          | حضور نداشت | حضور نداشت |

## وزنه‌برداری
مارت سیم، وزنه‌بردار استونیایی تنها نماینده این کشور در مسابقات وزنه‌برداری بود که در ماده سنگین وزن  +۱۰۲ کیلوگرم مردان به رقابت پرداخت. او با توجه به عدم استفاده دیگر شرکت‌کنندگان از سهمیه خود، مجوز حضور در المپیک پاریس را کسب کرده بود.
| ورزشکار  | ماده               | یک‌ضرب | یک‌ضرب | دوضرب | دوضرب | مجموع | رتبه |
| ورزشکار  | ماده               | نتیجه | رتبه  | نتیجه | رتبه  | مجموع | رتبه |
| -------- | ------------------ | ----- | ----- | ----- | ----- | ----- | ---- |
| مارت سیم | ۱۰۲+ کیلوگرم مردان | ۱۸۰   | ۹     | ۲۲۰   | ۹     | ۴۰۰   | ۹    |

## کشتی
هیکی نابی تنها کشتی‌گیر کاروان استونی بود که با توجه به جایگزینی ورزشکاران بی‌طرف، مجوز لازم جهت حضور در این مسابقات را کسب کرد.

کلید:
- PP – مشخص شده با امتیاز فنی.

فرنگی
| ورزشکار   | رویداد                  | مرحله یک هشتم نهایی          | یک چهارم نهایی | نیمه نهایی | شانس‌مجدد   | فینال / برنز | فینال / برنز |
| ورزشکار   | رویداد                  | رقیب نتیجه                   | رقیب نتیجه     | رقیب نتیجه | رقیب نتیجه | رقیب نتیجه   | رتبه         |
| --------- | ----------------------- | ---------------------------- | -------------- | ---------- | ---------- | ------------ | ------------ |
| هیکی نابی | ۱۳۰ کیلوگرم فرنگی مردان | صباح شریعتی (AZE) · L 1–1 PP | حضور نداشت     | حضور نداشت | حضور نداشت | حضور نداشت   | حضور نداشت   |